# Le Claire
Le Claire ist eine Stadt (mit dem Status „City“) im Scott County im US-amerikanischen Bundesstaat Iowa. Im Jahr 2010 hatte Le Claire 3765 Einwohner, deren Zahl sich bis 2014 auf 3929 erhöhte. Das U.S. Census Bureau hat bei der Volkszählung 2020 eine Einwohnerzahl von 4.710 ermittelt.
Le Claire ist Bestandteil der Metropolregion um die Quad Cities in Iowa und Illinois.

## Geografie
Le Claire liegt am Mississippi, der hier die Grenze von Iowa zu illinois bildet. Die Stadt liegt im nordöstlichen Vorortbereich der Stadt Bettendorf.
Das Stadtgebiet erstreckt sich über eine Fläche von 12,61 km² und liegt in der Le Claire Township.
Das Stadtzentrum von Bettendorf liegt 15 km südwestlich, nach Davenport sind es 23 km in der gleichen Richtung. Weitere Nachbarorte von Le Claire sind Eldridge (25 km westnordwestlich) und Rapids City (am gegenüberliegenden Mississippiufer in Illinois).
Die nächstgelegenen weiteren größeren Städte sind die Twin Cities in Minnesota (Minneapolis und Saint Paul) (526 km nordnordöstlich), Rockford in Illinois (171 km nordöstlich), Illinois’ größte Stadt Chicago (263 km östlich), Peoria in Illinois (153 km südöstlich), Illinois’ Hauptstadt Springfield (252 km südsüdöstlich), St. Louis in Missouri (409 km südlich), Iowas Hauptstadt Des Moines (281 km westlich), Cedar Rapids (144 km westnordwestlich).

## Verkehr

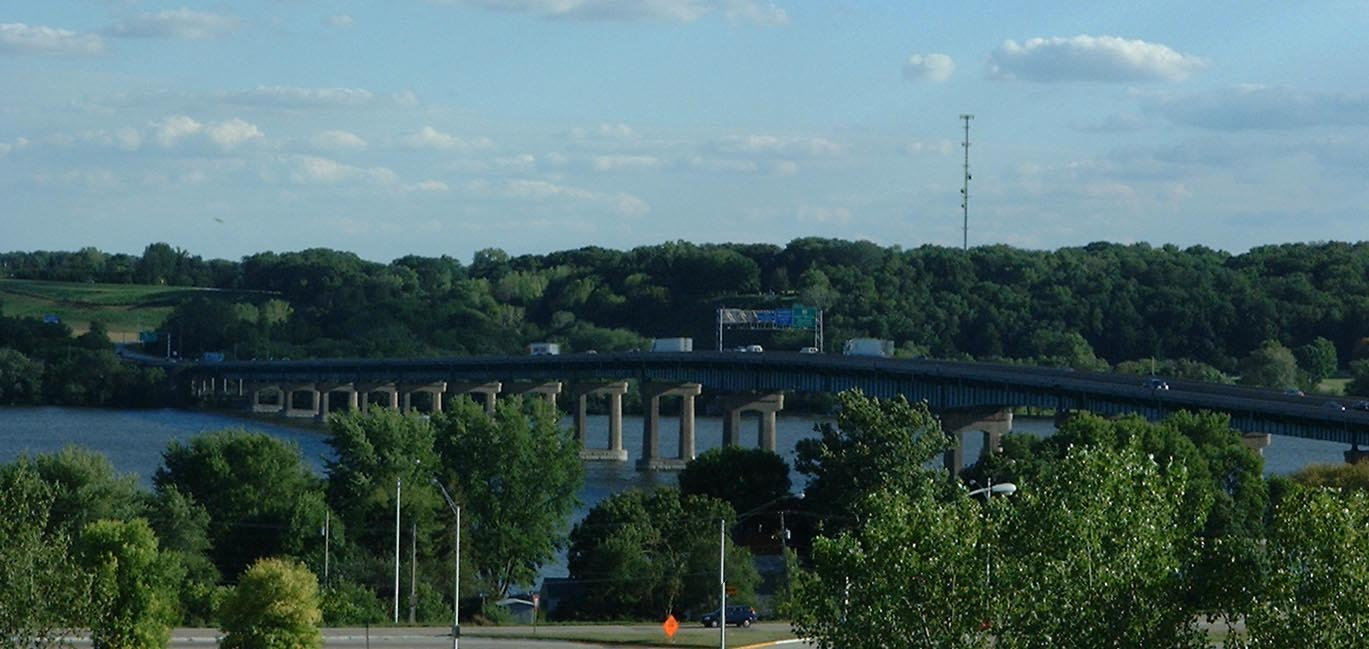
Die Fred Schwengel Memorial Bridge über den Mississippi

Der Interstate Highway 80, der hier die kürzeste Verbindung von Des Moines nach Chicago bildet, verläuft durch den Westen des Stadtgebiets von Le Claire und überquert den Mississippi in Richtung Illinois über die Fred Schwengel Memorial Bridge. Entlang des Mississippi verläuft der U.S. Highway 64, der hier den Iowa-Abschnitt der Great River Road bildet. Alle weiteren Straßen sind untergeordnete Landstraßen, teils unbefestigte Fahrwege sowie innerörtliche Verbindungsstraßen.
Entlang des Mississippi verläuft eine Eisenbahnlinie der BNSF Railway, der zweitgrößten Bahngesellschaft des Landes.
Der nächste Flughafen ist der Quad City International Airport in Moline, Illinois (27 km südwestlich).

## Geschichte
Der Ort wurde nach dem Dolmetscher und Landbesitzer Antoine LeClaire benannt.
Le Claire ist der Geburtsort des Bisonjägers und Armeescouts William Frederick Cody, der als Buffalo Bill Bekanntheit erlangte.
In Le Claire siedelten sich im Verlauf des 19. Jahrhunderts eine Reihe Flusslotsen und Dampfschiffkapitäne an. Deren Häuser sind zum großen Teil erhalten geblieben und bilden das Cody Road Historic District, das als historisches Stadtviertel seit 1979 in das NRHP aufgenommen wurde.

## Bevölkerung
Nach der Volkszählung im Jahr 2010 lebten in Le Claire 3765 Menschen in 1500 Haushalten. Die Bevölkerungsdichte betrug 298,6 Einwohner pro Quadratkilometer. In den 1500 Haushalten lebten statistisch je 2,51 Personen.
Ethnisch betrachtet setzte sich die Bevölkerung zusammen aus 96,2 Prozent Weißen, 1,0 Prozent Afroamerikanern, 0,1 Prozent (zwei Personen) amerikanischen Ureinwohnern, 0,4 Prozent Asiaten sowie 0,6 Prozent aus anderen ethnischen Gruppen; 1,8 Prozent stammten von zwei oder mehr Ethnien ab. Unabhängig von der ethnischen Zugehörigkeit waren 3,0 Prozent der Bevölkerung spanischer oder lateinamerikanischer Abstammung.
24,8 Prozent der Bevölkerung waren unter 18 Jahre alt, 63,2 Prozent waren zwischen 18 und 64 und 12,0 Prozent waren 65 Jahre oder älter. 49,4 Prozent der Bevölkerung waren weiblich.
Im Jahr 2014 lag das mittlere jährliche Einkommen eines Haushalts bei 76.083 USD. Das Pro-Kopf-Einkommen betrug 46.104 USD. 4,6 Prozent der Einwohner lebten unterhalb der Armutsgrenze.

## Persönlichkeiten
- William Frederick Cody (1846–1917) – Bisonjäger und Armeescout – geboren bei Le Claire
- Robert A. Harper (1862–1946) – Botaniker – geboren in Le Claire